# Arcadio II di Cipro
Arcadio II di Cipro (Salamina, VI secolo – 643) è stato un arcivescovo cipriota.
Fu arcivescovo di Salamina (Costanza) e capo della Chiesa di Cipro dal 630 al 643.